# Cavalieri della libertà
Cavalieri della libertà è stata un'associazione segreta risorgimentale italiana d'ispirazione massonica con finalità liberali e patriottiche.

## Storia
L'associazione nacque negli anni 1830-1831 nella regione del Piemonte grazie al lavoro di Giuseppe Bersani, Angelo Brofferio, Massimo Cordero di Montezemolo, Giacomo Durando, Giovanni Durando e Ignazio Ribotti, e si diffuse tra esponenti delle forze armate e della borghesia.
Fu attiva nel diffondere a Torino pamphlet e proclami dal contenuto progressista, patriottico e insurrezionalista. Nel 1831 i membri della società ordirono un cospirazione con l'intenzione di obbligare il re Carlo Felice a effettuare riforme di stampo liberale o, nel caso questi si fosse rifiutato, ucciderlo. Furono scoperti per via del Ribotti nell'aprile 1831, e molti di loro furono arrestati: Cordero di Montezemolo, i fratelli Durando e Ribotti rimasero in carcere alcuni mesi e poi furono costretti a espatriare, Bersani ebbe la pena più dura e rimase in carcere fino al 1837.